# Вінкега
Вінкега (нід. Vinkega) — село в нідерландській провінції Фрисландія. Входить до муніципалітету Вестстеллінгверф.
Його площа становить 5,16км², а населення станом на 2021 рік складало 200 осіб.
Перша згадка про населений пункт датується 1408 роком.